# Hans Fiehler

Hans Fiehler (um 1920):
Ich bin auch heute noch nicht feige,
als Europäer, wie als Mann.
Ich plane, warte, handle, schweige.
Vielleicht erkennt mich doch wer an.
Handschriftliches Gedicht
(unterer Bildrand)

Hans Fiehler (eigentlich Johannes Baptist Fiehler, auch Hans im Glück; * 8. Juni 1890 in Bayreuth, Oberfranken; † 8. Juli 1969 in Weinsberg, Landkreis Heilbronn) war ein deutscher Kunstmaler, Liederdichter und origineller Pazifist, der singend, musizierend und malend seine Vision eines von Frieden geprägten „Völkerfrühlings“ zu verbreiten suchte. Anders als seine Brüder, die sehr früh begeisterte Anhänger Adolf Hitlers waren, lehnte er den Nationalsozialismus ab und verstand sich als Europäer.

## Leben

Hans Fiehler (Nr. 4) mit Eltern und Geschwistern (um 1910)

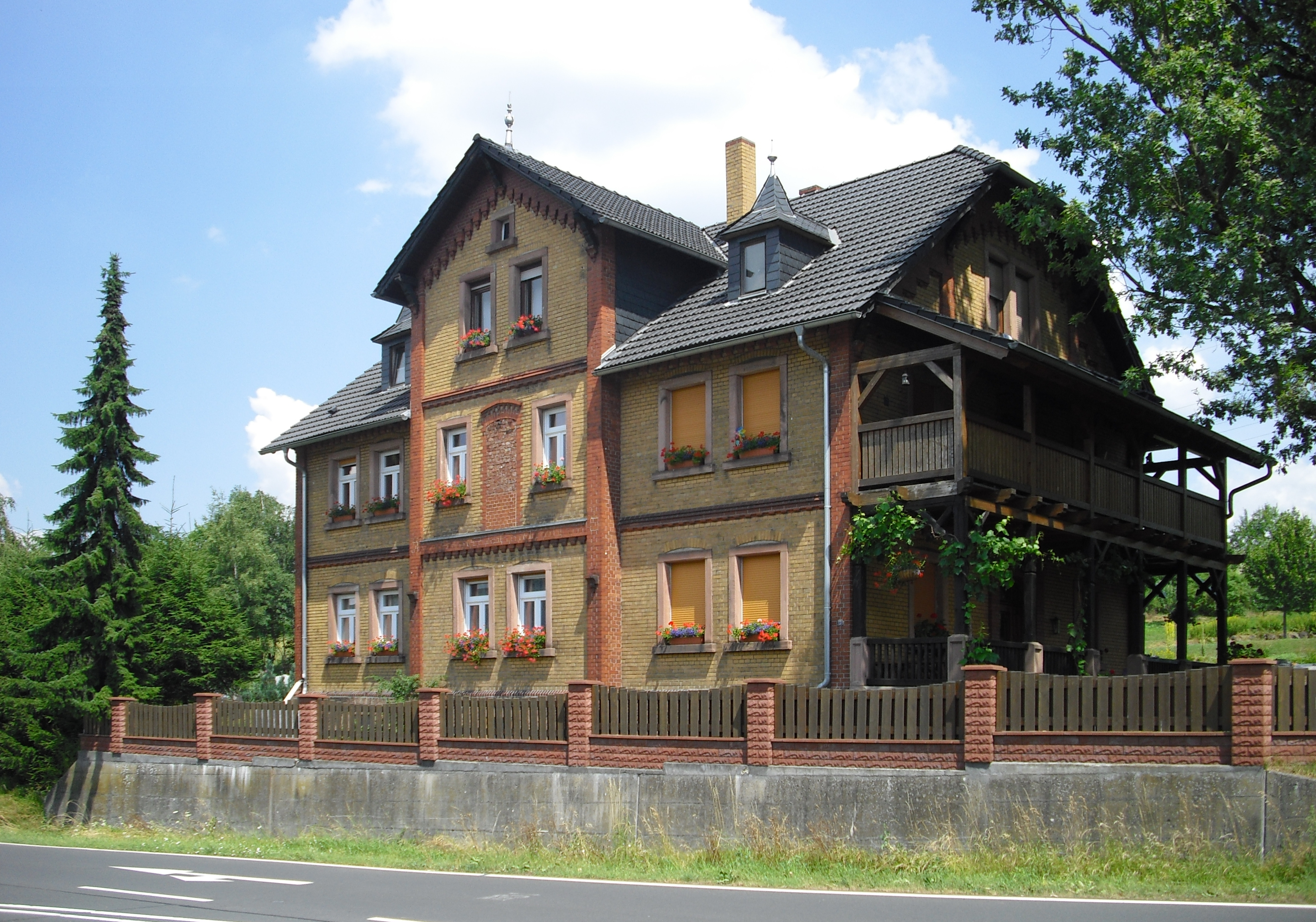
Paulsche Villa – Sitz der Bruderhöfer und häufiger Aufenthaltsort Hans Fiehlers

Von Hans Fiehler gestaltete Karte (Vorderseite)

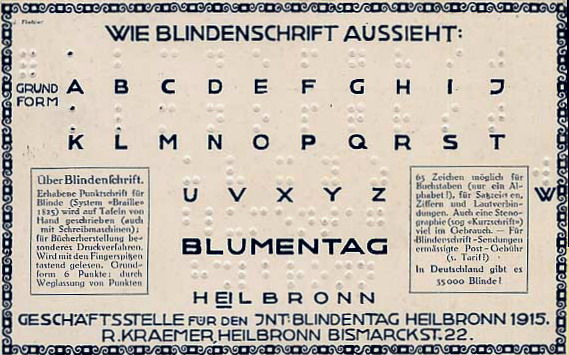
Von Hans Fiehler gestaltete Karte (Rückseite)

Titelseite des Gesangbuchs Sonnenlieder

Hans Fiehler war das zweitälteste Kind des Baptistenpastors Heinrich Fiehler (1858–1945) und dessen Ehefrau Emma, geborene Wulff. Er hatte vier Brüder und zwei Schwestern. Unter ihnen waren die Hitlerputsch-Teilnehmer Werner (1889–1952) und Karl, der spätere Nazi-Oberbürgermeister von München. Auch seine Brüder Otto (1892–1936) sowie Gerhard (1893–1950) waren Mitglieder und Profiteure der nationalsozialistischen Bewegung.
Die Baptistengemeinde in Bayreuth, dem Geburtsort Hans Fiehlers, war die erste Dienststelle seines Vaters. Kurz nach der Geburt seines zweiten Sohnes Johannes Baptist (genannt Hans) folgte Heinrich Fiehler einer Berufung der Baptistengemeinde Neuplanitz (heute ein Stadtteil von Zwickau) und verblieb dort mit seiner Familie bis 1894. Weitere Umzüge folgten: Braunschweig (bis 1902) und München (bis 1914). Im Anschluss daran verzogen die Eltern nach Flensburg. Hans Fiehler blieb zunächst in München und ließ sich dann in Heilbronn nieder, wo er seinen Lebensunterhalt als Sekretär Rudolf Kraemers, des „Anwalts der deutschen Blinden“ und Vorsitzenden des Württembergischen Blindenvereins, verdiente. Aus dieser Zeit stammt eine von Fiehler gestaltete Jugendstil-Kunstkarte, die in Braille- und Druckschrift zum „Blumentag 3. Mai 1914“ als Vorbereitung für den Internationalen Blindentag 1915 einlud (siehe Bild).
Zu Beginn des Ersten Weltkriegs wurde Hans Fiehler zur Marine eingezogen. Er avancierte zum Batteriechef bei der Küstenartillerie in Flandern. Aus dieser Zeit ist ein Gedicht überliefert, das in der Kriegszeitung „An Flanderns Küste“ abgedruckt worden ist und die Abwehrkraft der deutschen Artillerie gegenüber einem feindlichen Flieger rühmt. Die anfängliche „nationalistische Leidenschaft“, mit der Fiehler in den Krieg gezogen war, wich aufgrund der Realitäten des Krieges einer starken Ernüchterung. Später berichtete er dem Bruderhöfer Johann Heinrich Arnold von einem Nahkampf, bei dem er seinen Gegner getötet hatte. Dieses Ereignis habe in ihm starke Schuldgefühle ausgelöst und „seine ganze Weltsicht verändert“. Fiehler wurde zum Pazifisten. Politische Verhältnisse, die durch Krieg und Waffengewalt hergestellt worden waren, lehnte er ab. Von daher ist auch eine Protestaktion zu verstehen, die er 1920 in Flensburg, dem letzten Wirkungsort seines Vaters, gegen die Alliierte Kontrollkommission unternahm. Dabei tauschte er den britischen Union Jack und die französische Tricolore, die auf dem Polizeipräsidium wehten, gegen die deutsche und die schleswig-holsteinische Flagge. Der „Flaggentausch“ wurde entdeckt und rückgängig gemacht. Eine ständige bewaffnete Fahnenwache wurde angeordnet und während Hans Fiehler unentdeckt blieb, hatte die Stadt Flensburg eine hohe Geldstrafe zu zahlen.
Hans Fiehler verließ Flensburg und führte ein „abenteuerliches Wanderleben“. Anlaufstelle war in diesen Jahren immer wieder das Sannerzer Domizil der neuhutterischen Bruderhof-Bewegung. Emmy Arnold, die Mitbegründerin des Bruderhofs, beschrieb seinen eigenartigen Aufzug: „Er hatte eine rote Zipfelmütze, kurze Hosen und eine rote Weste, auf der hinten groß geschrieben stand ‚Hans im Glück‘“. Außerdem führte er eine italienische Geige und eine Blechgeige mit sich sowie vier Okarinas, die er – vermutlich in der Reihenfolge ihres Alters – „Urahne, Großmutter, Mutter und Kind“ nannte. Auf einem Bild ist zu sehen, dass er seine Habseligkeiten in einem Handwagen transportierte. Am liebsten tauchte er auf dem Bruderhof zur nächtlichen Stunde auf und kündigte seine Ankunft durch das Spiel auf einer seiner Okarinas an. Nachdem ihm die Tür geöffnet worden war, stellte er sich stets mit denselben Worten vor: „Ich bin Hans im Glück und suche den Frieden zwischen den Völkern!“
Bei seinen Wanderungen durch Städte und Dörfer waren es vor allem die Kinder, die als erste seine „Friedensbotschaften“ hörten. Mit seinen kindgerechten Ansprachen und Liedern versuchte er seinen jungen Zuhörern einen neuen Blick in die Zukunft zu vermitteln. Die meisten waren Kriegskinder, manche auch Kriegswaisen. Sie hatten nicht nur während des Krieges Hunger und Entbehrung erlebt. Er erzählte ihnen deshalb Kontrastgeschichten „von der Zukunft der Menschen und aller Kreatur und dass einmal die ganze Erde Himmel sein würde“. Sie sollten deshalb nicht zurück, sondern nach vorne blicken. Um diesen auf das Kommende gerichteten Blick einzuüben, müssten sie Zeit- und Datumsangaben nicht an der Vergangenheit festmachen, sondern an der Zukunft; sie sollten nicht mehr sagen: „20 nach vier, sondern 40 vor fünf“, nicht mehr „1925 (nach der Zeitenwende), sondern 75 Jahre vor 2000“ und so weiter. Ritueller Abschluss dieser Veranstaltungen war immer das von Fanny Crosby (1820–1915) verfasste Sonntagsschullied: Lasst die Herzen immer fröhlich und mit Dank erfüllet sein. Denn der Vater in dem Himmel nennt uns seine Kinderlein! [...]. Nicht nur sein Äußeres sollte aufmerksam machen, sondern auch manche Streiche, die er bisweilen zum Ärger auf der einen und zur Freude auf der anderen Seite seinen Mitmenschen spielte. Einem General, dem Mitschuld am verlorenen Krieg vorgeworfen wurde, machte er den Vorschlag, die Gulaschkanonen aus den Kasernen zu holen und sie in die Stadt zu bringen. Eine groß angelegte Armenspeisung würde sein verlorenes Ansehen garantiert wieder herstellen. Er wäre dann auch mit einer Kamera dabei, um die Aktion zu fotografieren und die Bilder anschließend der Zeitung zur Verfügung zu stellen. Der General ließ sich darauf ein und bediente bei der Essensausgabe am anderen Tag die zahlreich Erschienenen sogar persönlich. Als er nach der Aktion von Hans Fiehler den belichteten Film erbat, zeigte dieser den leeren Fotoapparat und entschuldigte sich mit den Worten: „Ich muss den Film zu Hause liegen gelassen haben!“ Während der General und seine Mannschaft mit heftigem Zorn reagierten, hatte Fiehler die Menschenmenge auf seiner Seite.
Seinen Lebensunterhalt verdiente Hans Fiehler mit Gelegenheitsarbeiten und wohl auch mit der Kunstmalerei. Vermutlich erhielt er bei seinen öffentlichen Auftritten als „Hans im Glück“ auch Spenden. Bekannt ist bislang nur, dass er während eines Sommers Anfang der 1920er Jahre sich im Harz als Touristenführer und Andenkenverkäufer betätigte. Auch hatte er einen Aussichtsturm gepachtet, der gegen Entgelt bestiegen werden konnte. Hin und wieder wurde Fiehler über kurze oder längere Zeit in psychiatrische Einrichtungen (damals noch „Irrenanstalt“ genannt) zwangseingewiesen. Mit Beginn der Nazi-Zeit häuften sich seine Aufenthalte in diesen Anstalten. Nach den Münchner Adressbüchern der 1930er Jahre wohnte Fiehler 1935 in der zweiten Etage der Konradstraße 2 und ab 1940 im ersten Stockwerk des Hauses Willroiderstraße 10. Dort verbrachten seine Eltern Heinrich und Emma Fiehler ihren Lebensabend. Bei dem Gebäude handelte es sich um den „Tannhof“, das Gästehaus der Stadt München und Wohnsitz des Oberbürgermeisters. Hans Fiehler lebte also in den letzten Jahren des Dritten Reiches mit seinem Bruder und dessen Familie sowie mit seinen Eltern unter einem Dach. Wo er die nachfolgenden Jahre verbrachte, ist bislang unbekannt. Spätestens 1964 lebte er in Heilbronn. Seine letzte Adresse war die Bahnhofstraße 20 in Weinsberg, wo er auch im Alter von 79 Jahren starb.

## Familie
Hans Fiehler war zweimal verheiratet: Am 28. Mai 1925 heiratete er in Freudenstadt die Geschäftsfrau und spätere Heilpraktikerin Helene Friederika Innerbener. Die Ehe wurde 1937 geschieden. Aus ihr ging eine Tochter hervor: Maria Anita … Nirwana (1925–2013). Die zweite Ehe schloss er in Weinsberg mit Anna Obermayer. Sie starb am 12. Oktober 1965.

## Lieder und Gedichte (Auswahl)
Hans Fiehler dichtete, komponierte und improvisierte unentwegt. Manche seiner Lieder fanden ihren Weg in verschiedene Sammlungen, einige sogar in die Sonnenlieder, das Gesangbuch der Bruderhöfer, beziehungsweise in deren englisches Pendant, die Songs of Light.
Hier eine Auswahl der bekannteren Fiehler-Lieder:
| Titel (deutsch)                            | Titel (englisch)                                                     | Liedersammlungen / Gesangbücher (Auswahl) |
| ------------------------------------------ | -------------------------------------------------------------------- | --- |
| Komm, Bruder, lass den Stumpfsinn sein     | Come brother, quit the cheerless mood, and leave your dull old house | Zum Turm der blauen Pferde (Hrsg. Kurt Heerklotz). Heft 8, 1992. S. 42 Spuren verweht (Hrsg. Kurt Heerklotz). Heft 6, 1990. S. 20 Sonnenlieder (Hrsg. Emmy Arnold, Gertrud Dalgas). Sannerz 1924. Nr. 83 Du liebe, treue Laute. Lieder zur Gitarre. Nr. 82                                             |
| Menschheits Eiszeit war geworden           | Mankind's ice age had enclosed us                                    | Sonnenlieder (Hrsg. Emmy Arnold, Gertrud Dalgas). Sannerz 1924. Nr. 83 sing joyfully (zusammengestellt von der hutterischen Brüdergemeinde). 1985. Nr. 20 Singt fröhlich mit (Hrsg. Bruderhöfer). 1993. Nr. 39 Songs of Light. The Bruderhof Songbook. Plough Publishing House: New York 1977. Nr. 120 |
| Glühwürmchen, glüh!                        | Glow, firefly glow!                                                  | Songs of Light. The Bruderhof Songbook. Plough Publishing House: New York 1977. Nr. 380 Sing joyfully (Hrsg. Bruderhofgemeinschaft). Plough Publishing House / Rifton, NY, 1985. Nr. 484 Singt fröhlich mit (Hrsg. Hutterische Bruderhof-Gemeinschaft e. V. Michaelshof / Birnbach Ww.). 1993. Nr. 279 |
| Durch das Tor der neuen Zeit               | Through the gates to man's new age                                   | Sing joyfully (Hrsg. Hutterian Brethren (Bruderhof). Plough Publishing House / Rifton, NY). 1993. Nr. 11 singt fröhlich mit (Hrsg. Hutterische Bruderhofgemeinschaft). 1993. Nr. 25 |
| Wenn der Zeppelin wiederkommt (Kinderlied) |                                                                      | Abgedruckt bei Emmy Arnold: Gegen den Strom. Ein Leben in der Herausforderung der Bergpredigt. Plough Publishing House: Rifton New York (u. a.) 2012. S. 48 |